# 乌伦赛
乌伦赛（1935年1月—2021年7月14日），男，蒙古族，内蒙古阿拉善左旗人，中华人民共和国政治人物，曾任内蒙古自治区政协副主席。
2021年7月14日11时17分，他在阿拉善左旗巴彦浩特镇逝世，享年87岁。